# Солоті
Со́лоті (рос. Солоти) — село у Валуйському районі Бєлгородської області, Росія. Належить до Тимоновського сільського поселення.

## Населення
Статевий склад
За даними Всеросійського перепису населення 2010 року у ґендерній структурі населення чоловіки становили 46,6 %, жінки — відповідно 53,4 %.
Національний склад
Згідно з результатами перепису 2002 року, в національній структурі населення росіяни становили 98 %.

## Інфраструктура
Функціонують основна школа, дитячий садок, сільський клуб і фельдшерсько-акушерський пункт.

## Вулиці
Вулична мережа села складається з 17 вулиць та 5 провулків.